# L'Imam Seydi
L'Imam Seydi, né le 31 août 1985 à Paris, est un de footballeur français d'origine sénégalaise.

## Biographie
L'Imam Seydi évolue dans différents clubs en Europe, notamment au Diósgyőri VTK, au Debrecen VSC, à l'Inter Bakou, et au Bikirkara FC. Il joue également en Tunisie avec les clubs de l'Avenir sportif de La Marsa et de l'Avenir sportif de Gabès.
Il participe avec le club hongrois de Debrecen à la Ligue des champions et à la Ligue Europa. Il dispute un total de 82 matchs en première division hongroise, inscrivant 18 buts.

## Palmarès
- Champion de Hongrie en 2014 avec le Debrecen VSC